# Diuranato de amônio

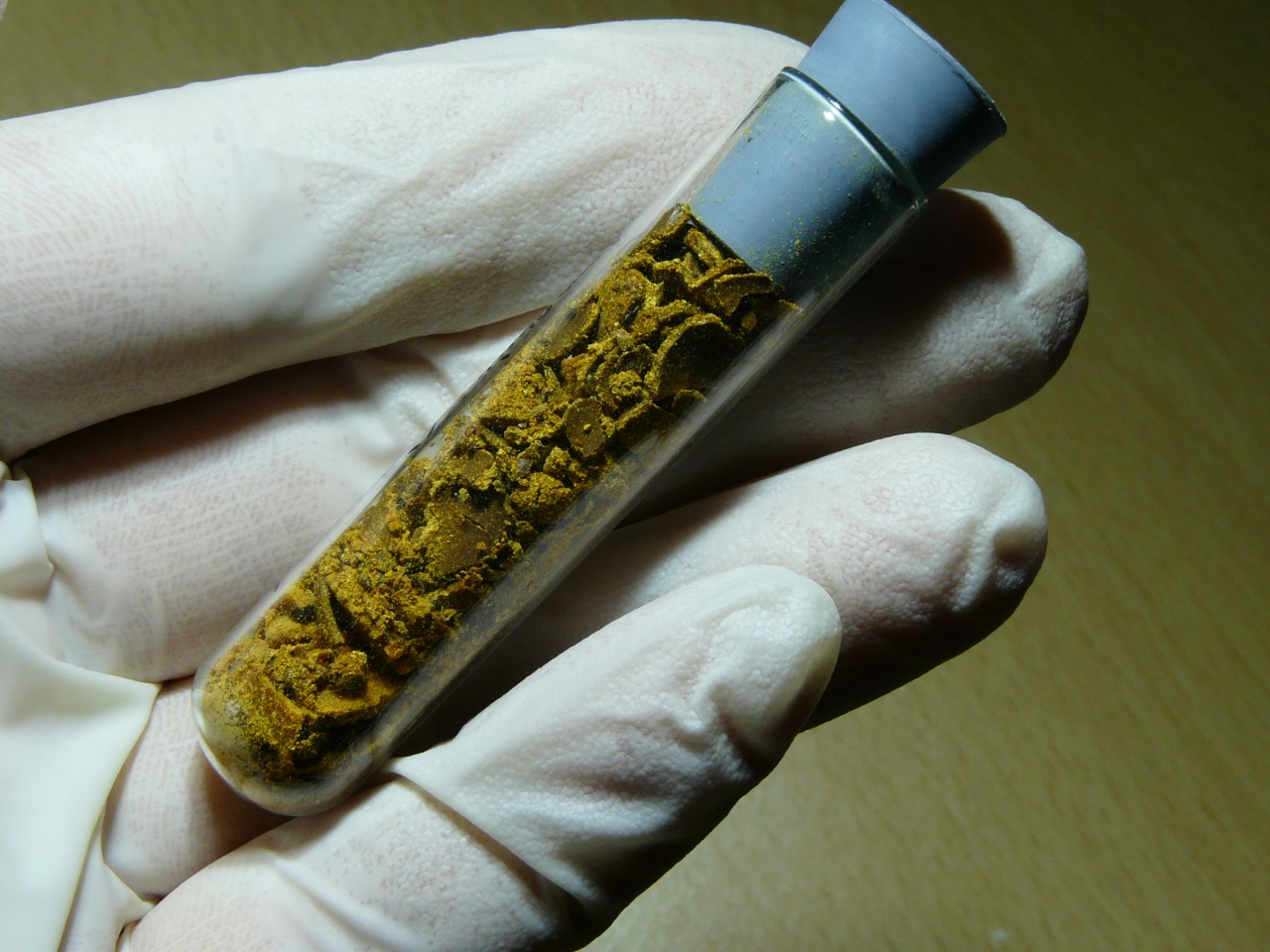
Diuranato de amônio

Diuranato de amônio ou (ADU) ((NH 4 )2U2O7), é uma das formas químicas intermediárias de urânio produzidas durante a produção de bolo amarelo, cujo nome, dado originalmente a esse sal amarelo brilhante, agora se aplica a misturas de óxidos de urânio que, na verdade, raramente são amarelos. Também é um intermediário na fabricação de combustível de óxido misto (MOX). Embora seja normalmente chamado de "diuranato de amônio", como se tivesse um íon "diuranato" 
U2O2−
7, isso não é necessariamente o caso. Também pode ser chamado de heptóxido de diurânio diamônio. Diz-se que a estrutura é semelhante à do dióxido de urânio di-hidratado.  O diuranato de amônio já foi usado para produzir esmaltes coloridos em cerâmica.